# Krokeks konvent

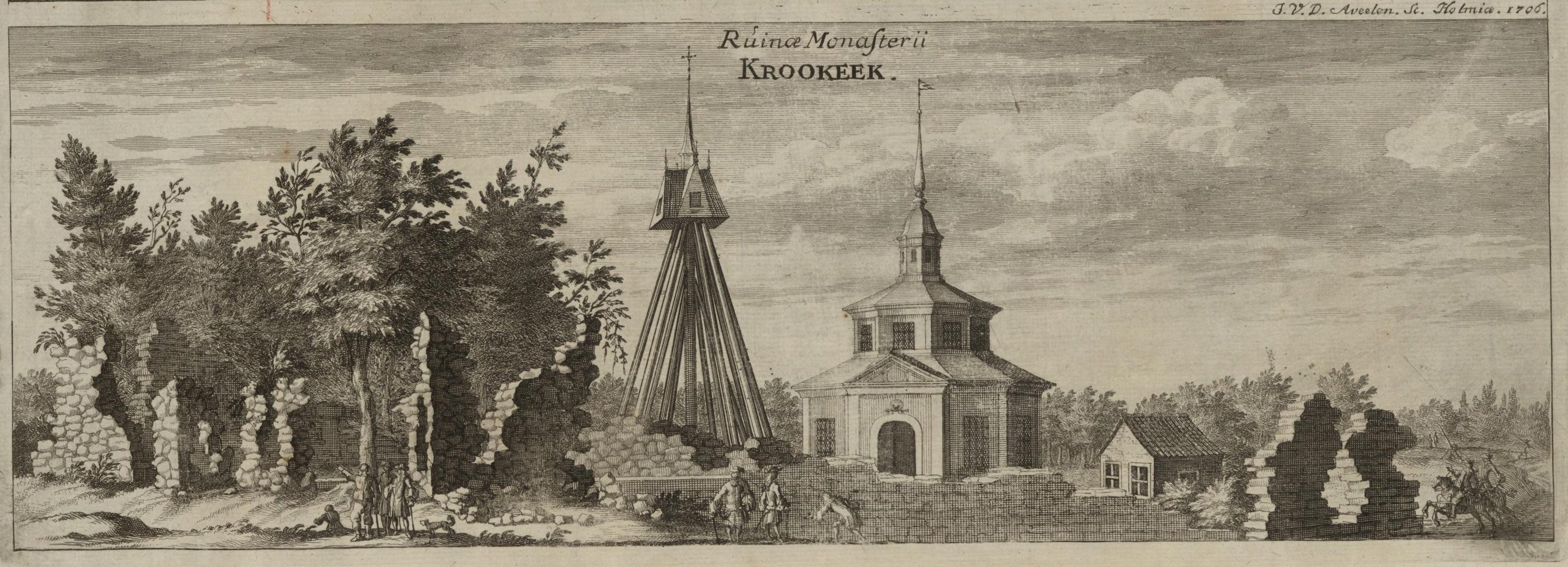
Krokeks klosterruiner, enligt Erik Dahlberghs Suecia antiqua et hodierna. Vid klosterruinen reser sig en centralkyrka som kallades Gunillakyrkan, bekostad av Johan III:s hustru Gunilla Bielke.

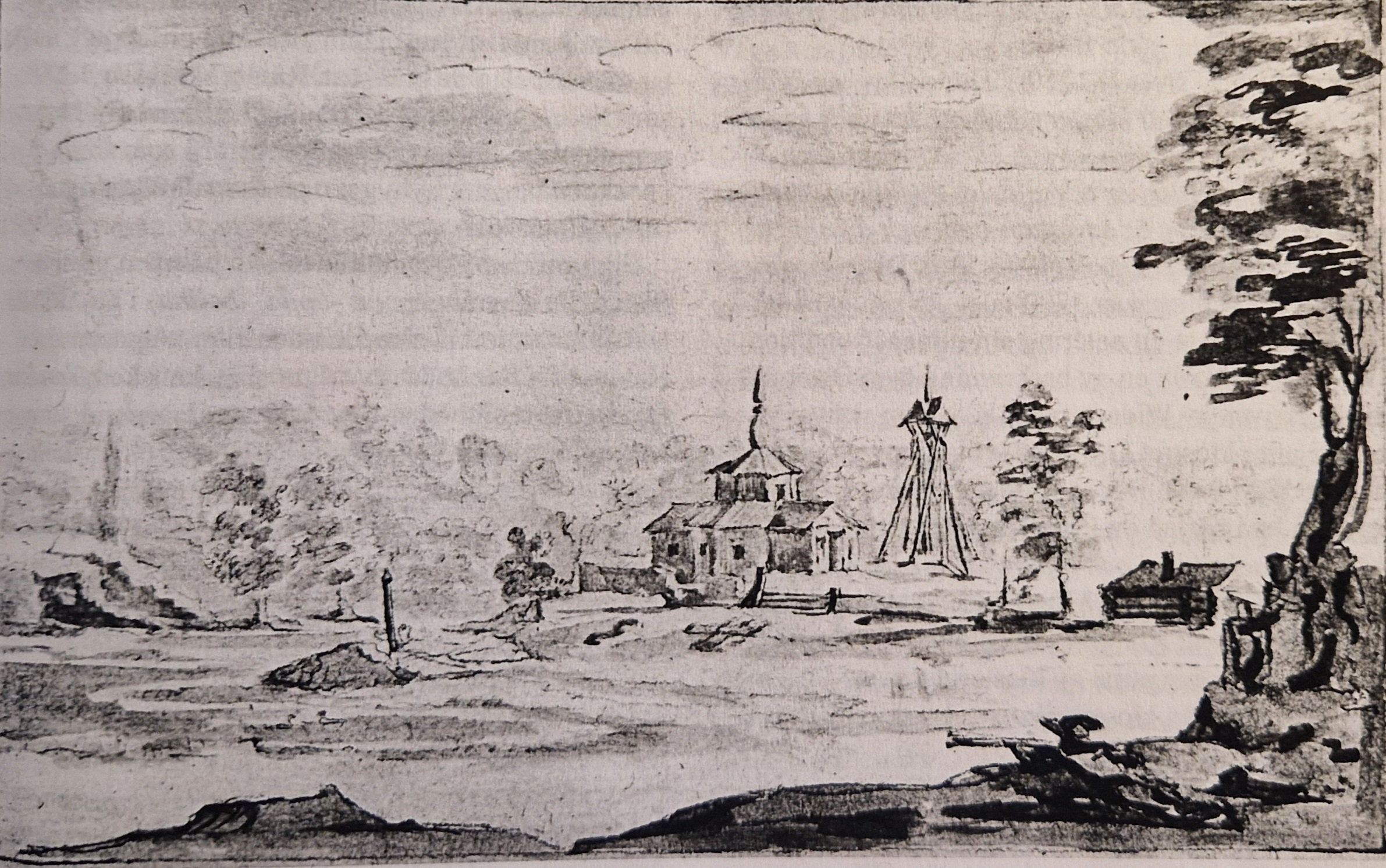
Teckning av Krokeks klosterruin och Gunillakyrkan, utförd av Matthias Palbitzki omkring 1650, vilket kan jämföras med Sueciaverkets något förskönade bild.

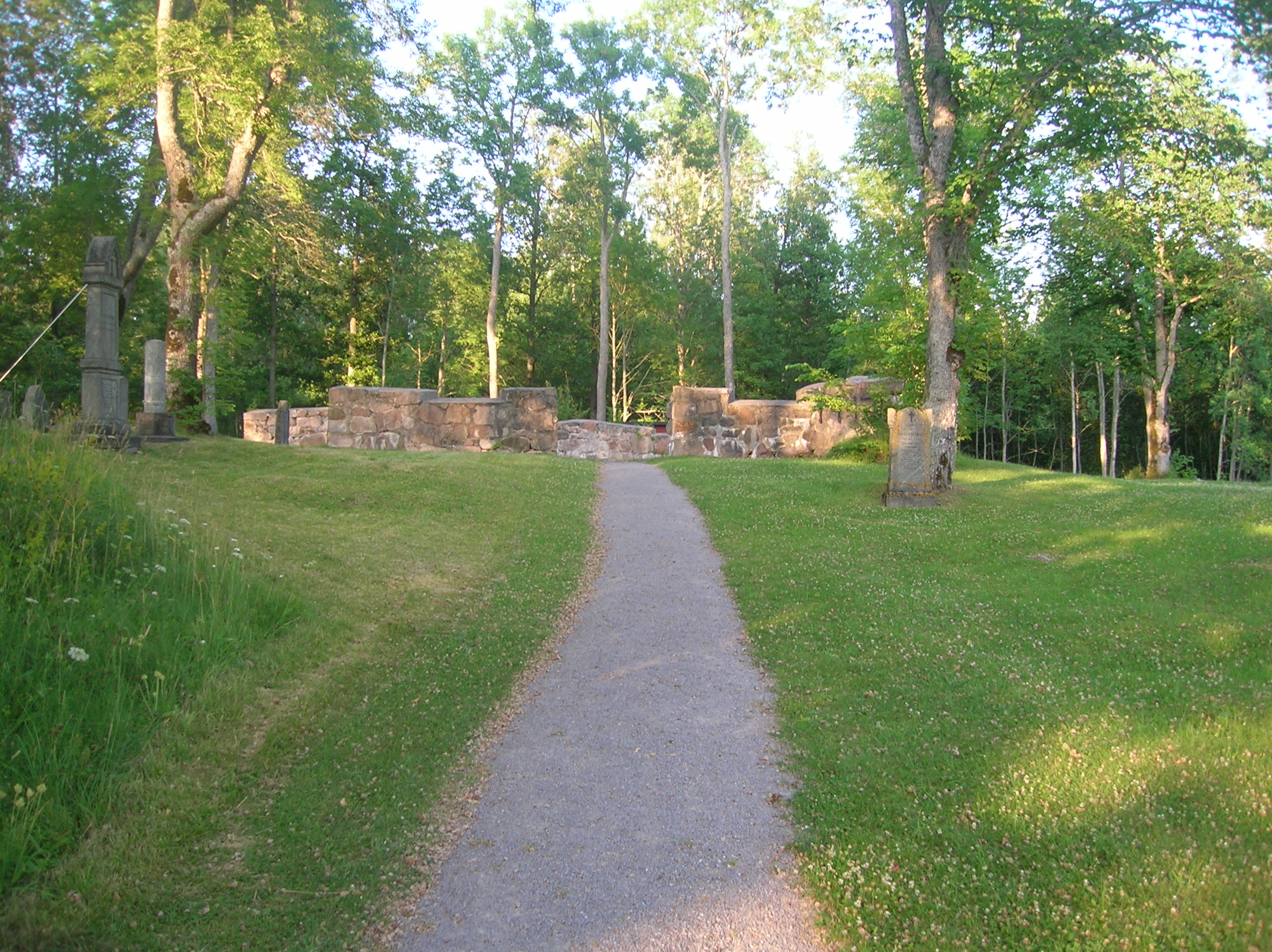
Ruinen efter kung Fredriks kyrka i modern tid.

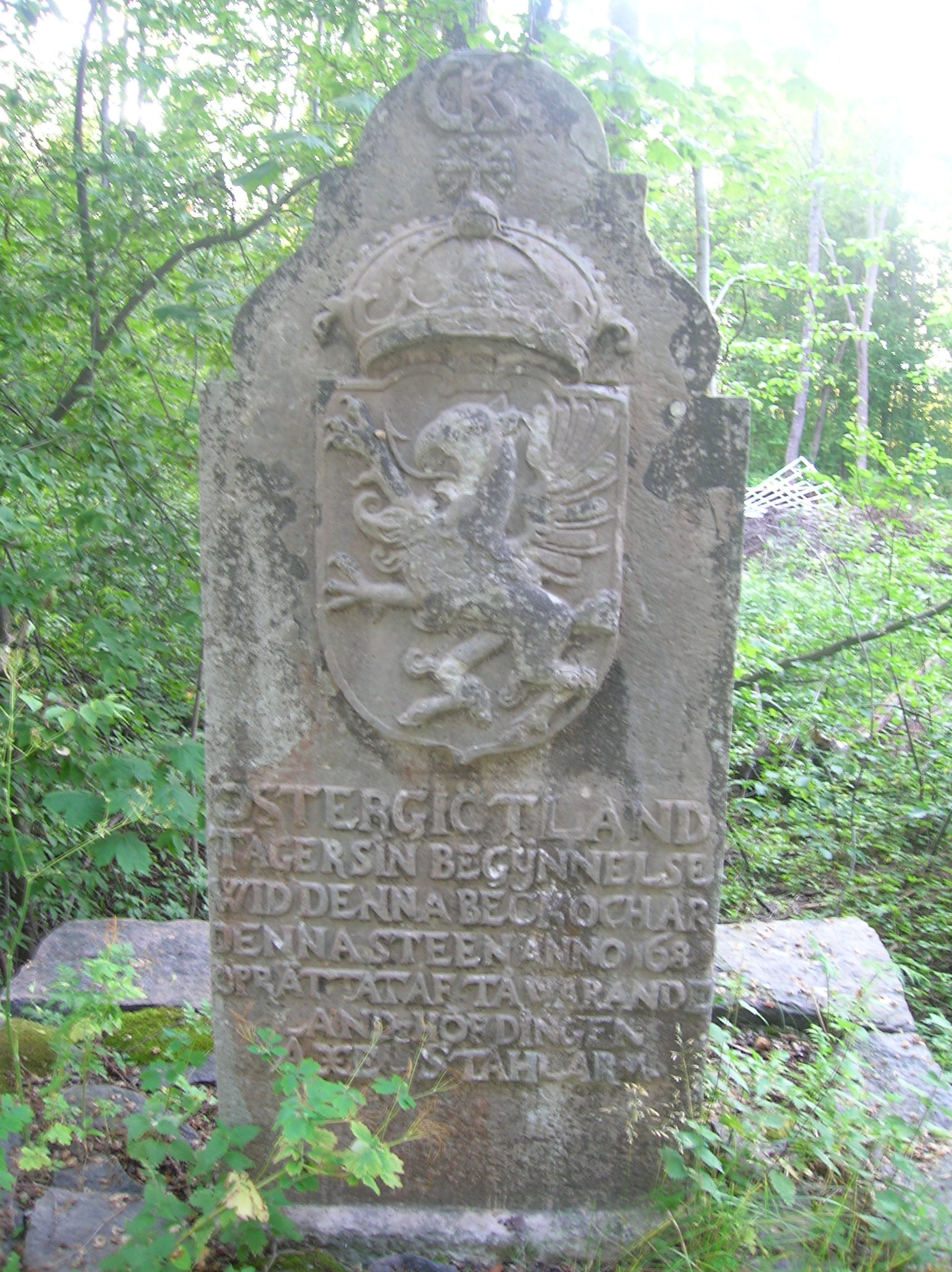
Denna gränssten strax öster om ruinerna markerar gränsen mellan Södermanland och Östergötland. Texten lyder : Östergötland tager sin begynnelse vid denna beck och är denna steen anno 1684 upprättat af tåvarande landshöfdingen Axel Ståhlarm.

Krokeks konvent, även kallat Vårfruklostret på Kolmården, beläget i Krokeks socken inom Lösings härad, i Östergötland, tillhörde munkar av franciskanerorden.

## Medeltiden
I bevarade urkunder nämns konventet första gången 1440, men antas vara något äldre. Bland sina gynnare räknade det åtskilliga förnäma personer, såsom riksråden Erik Holmstensson (Rosenstråle), vars ene son vid namn Torbjörn blev broder i konventet i Krokek, och Erik Johansson (Vasa) med flera, bland annat begravdes Erik Karlsson (Vasa) i Krokeks konvent. Trots sitt förmånliga läge vid stora farvägen mellan Södermanland och Östergötland verkar klostret aldrig ha varit betydande. Det ägde några få gårdar på ömse sidor om landskapsgränsen men munkarna bröt även kopparmalm och drev Svintuna kvarn.

## Reformationen
Under reformationen drogs klostret in till kronan. 1538 förlänades klostret till den avgångne biskopen i Strängnäs stift Magnus Sommar, som dog i Krokeks konvent omkring 1543. 

## Senare historia
Senare under 1500-talet byggdes ett kapell av klosterfogden Philip Mårtensson eftersom klosterkyrkan då var förfallen. Detta kapell användes fram till 1594 när Gunillakyrkan byggdes, bekostad av Johan III:s änka Gunilla Bielke som var bosatt på andra sidan Bråviken i Bråborg. På samma plats där klostret och kapellet legat uppfördes 1748 en tredje kyrka, Kung Fredriks kyrka, och som byggmaterial användes det som fanns kvar av klostermurarna.
Den kyrkan förstördes av brand den 28 april 1889 när gnistor antände taket. En ny sockenkyrka, dagens Krokeks kyrka, byggdes då i nygotisk stil 1895-1896 enligt Fritz Eckerts ritningar cirka sex kilometer söder om den gamla, närmare samhället och Bråviken. Gästgiveriet eller den så kallade Långa längan är en rest av Krokeks gästgivaregård och kan delvis ses som en efterföljare till konventet. Den södra delen, logidelen, av den timrade längan kan ha ingått i den ursprungliga gästgivaregården, medan den norra är yngre och innehåller stall. Nuvarande gården har en faluröd, panelad manbyggnad uppförd vid 1800-talets mitt, men med delvis förändrad karaktär samt tillhörande ekonomibyggnader i traditionell stil från omkring 1925.

## Nutida ruiner
Konventet var beläget i ett landskap med flack åker och betesmark i skogslandskap, i ett tidigare sockencentrum i socknens norra del nära länsgränsen, utmed den äldre vägsträckningen gamla Stockholmsvägen. Av de rester som kan ses där idag härrör bara en liten del från klostret. Den större delen av resterna utgörs av ruinen efter kung Fredriks stenkyrka.

## Arkeologiska undersökningar
På 1960-talet gjordes en ofullständig undersökning. 2004 påbörjades en ny kartläggning av konventsområdet med bland annat markradarundersökningar. Eftersom arbetet sker inne på en kyrkogård går det inte att göra några större utgrävningar. Undersökningarna anses viktiga då området är klassat som riksintressant, utan att ha genomgått någon riktig arkeologisk undersökning.